# 히가시이시구로역
히가시이시구로역(일본어: 東石黒駅)은 일본 도야마현 난토시에 위치한 서일본 여객철도 조하나 선의 철도역이다. 단선 승강장 1면 1선의 구조를 갖춘 지상역이다.

## 이용 현황
| 승차 인원 추이 | 승차 인원 추이 |
| 연도           | 1일 평균       |
| -------------- | -------------- |
| 2004           | 51             |
| 2005           | 45             |
| 2006           | 42             |
| 2007           | 39             |
| 2008           | 39             |
| 2009           | 29             |
| 2010           | 27             |
| 2011           | 23             |
| 2012           | 23             |
| 2013           | 34             |
| 2014           | 28             |

## 역 주변
- 도카이 호쿠리쿠 자동차도

## 역사
- 1951년 8월 10일 : 일본국유철도 조하나 선의 후쿠노 - 후쿠미쓰 간에 신설 개업. 여객 영업만.
- 1987년 4월 1일 : 일본국유철도 분할 민영화에 의해, 서일본 여객철도가 승계.

## 인접 역
| 조하나 선            | 조하나 선   | 조하나 선            |
| -------------------- | ----------- | -------------------- |
| 후쿠노 다카오카 방면 | ■ 조하나 선 | 후쿠미쓰 조하나 방면 |